# Víðópnir
Víðópnir è un gallo dorato che sta sulla sommità di Yggdrasill (noto anche con il nome di Mímameiðr), albero cosmico le cui radici e i cui rami sostengono i nove mondi che compongono l'universo.
Il gallo Víðópnir annuncerà (o secondo altre versioni attende di annunciare) l'inizio del Ragnarǫk.